# Deptford
Deptford (pronúncia en anglès: /ˈdɛtfəd/) és un barri del sud-est de Londres, a la riba sud del riu Tàmesi i actualment part del districte de Lewisham des de 1965. El seu nom prové d'un gual (ford) del riu Ravensbourne, i des de meitats del segle xvi fins a finals del segle xix fou famós pels seus molls, Deptford Dockyard, els més importants de la marina reial britànica.

## Història
Deptford i els seus molls tenen una llarga història que inclou el nombrament de cavaller de Sir Francis Drake per part de la reina Elisabet I d'Anglaterra a bord del Golden Hind, la llegenda de Walter Raleigh cedint la seva capa a Elisabet, el tercer viatge de James Cook al HMS Resolution, i el misteriós assassinat del poeta i dramaturg Christopher Marlowe en una taverna entorn el Deptford Strand. Pere I de Rússia hi va estudiar navegació el 1698.
Tot i que els inicis de Deptford es troben en dues comunitats diferents, una al gual i l'altra en forma de comunitat de pescadors al Tàmesi, la història d'aquest barri i la seva població han tingut com a centre els seus molls, establerts pel rei Enric VIII. Aquestes dues àrees van anar creixent de manera conjunta amb els molls com a centre administratiu principal de la Royal Navy. Algunes grans mansions van ser edificades a la zona: Sayes Court era la residència del diarista John Evelyn. Una altra casa important és la Stone House al Lewisham Way. El primer declivi de Deptford va tenir lloc amb la partida de la marina, mentre que el segon va ser a finals del segle XX amb la pèrdua d'importància dels molls. El darrer, Convoys Wharf, va tancar l'any 2000.
Pel que fa a la seva relació amb la ciutat de Londres, el Metropolitan Borough of Deptford va ser creat el 1900, mentre que el 1965 va esdevenir part del London Borough of Lewisham. Els codis postals de Deptford comencen actualment per SE8. Deptford es troba envoltat pels barris de New Cross, Greenwich, Blackheath i Brockley.

## Cultura
L'Albany Theatre és un centre cultural orientat al barri amb una tradició del que anomenen "música i arts comunitàries radicals". Una de les seves primeres fites va ser organitzar els 15 concerts Rock Against Racism. Aquest teatre va néixer en forma d'una societat sense voluntat de lucre de 1894 que pretenia millorar la vida social de l'empobrida localitat de Deptford. L'edifici original, anomenat Albany Institute, va obrir el 1899 a Creek Road. L'any 1960 va rebre el nom d'Albany Empire, si bé l'edifici va cremar en un incendi de 1978 i reconstruït a un carrer proper, Douglas Way, on el Príncep Carles de Gal·les va posar la primera pedra, i Diana de Gal·les el va reinaugurar el 1982.
A Creekside, la zona entorn el Deptford Creek, es troben centres culturals com el Laban Dance Centre dissenyat pels arquitectes suïssos Jacques Herzog i Pierre de Meuron. Va ser inaugurat el febrer de 2003. També s'hi troba l'Art in Perpetuity Trust, una galeria d'art amb espais per estudis. Deptford Fun City Records era una discogràfica alternativa dels anys 70, fundada per Miles Copeland III, el germà de Stewart Copeland i d'on varen sorgir grups del barri com Alternative TV i Squeeze. El pub The Bird's Nest és conegut per la seva música en directe i les seves performances, especialment de grups locals. L'edifici de l'antic ajuntament, construït el 1905 amb escultures decoratives de Henry Poole es troba a la New Cross Road i actualment forma part del Goldsmiths College, que l'adquiriren l'any 2000. El 2012, s'hi ha creat la Deptford Three Sided League, la primera lliga anglesa de futbol a tres bandes.
Hi ha diversos espais naturals a Deptford: Brookmill Park, Deptford Park, Ferranti Park, Pepys Park i Sayes Court Park.

## Transport
Deptford està connectat per serveis d'autobusos, de trens de rodalia del National Rail i el metro lleuger Docklands Light Railway. En el cas dels trens de rodalia és la companyia Southeastern qui els administra, com a part de la Greenwich line a l'Estació de Deptford, que resulta ser l'estació més antiga només de passatgers a la ciutat de Londres, i St Johns. Els DLR tenen dues estacions al barri: Deptford Bridge i Elverson Road. Actualment l'estació de ferrocarril es troba en fase de renovació. L'estació de New Cross, actualment a l'Overground i antigament part del metro de Londres (Underground) amb l'East London Line, es troba just al costat.
Les principals vies de carretera són l'A200 que passa per Evelyn Street i Creek Road, i l'A2 que passa per la New Cross Road. L'A20 marca la frontera sud del barri, on comencen els carrers Lewisham Way i Loampit Vale.